# دانیل موحدی
دانیل موحدی (انگلیسی: Daniel Movahedi؛ زادهٔ ۲۶ مهٔ ۱۹۸۵) داور هنرهای رزمی ترکیبی اهل ایران و ساکن بریتانیا است.